# Fernand Brulez
Fernand (Ferdinand) Brulez (Blankenberge, 13 april 1887 - Den Haag, 25 april 1976) was een activist en lid van de Raad van Vlaanderen. Hij was een broer van Raymond Brulez en van Lucien Brulez.

## Levensloop
Hij was een zoon van Charles Brulez, stadssecretaris van Blankenberge en secretaris-penningmeester van de aldaar opgerichte rijksmiddelbare school, en van Hélène D'Hondt. Na middelbare studies aan het koninklijk atheneum in Brugge, promoveerde Brulez in Gent tot technisch ingenieur, later tot burgerlijk ingenieur (1909). Hij werd benoemd bij de Regie van Telefonie en Telegrafie in Gent.
Tijdens de Eerste Wereldoorlog werd hij activist, meer bepaald bij Jong-Vlaanderen. In 1915 werd hij lid van het landelijk comité van Jong-Vlaanderen en het jaar daarop van de 'Middenraad' van de beweging, die echter op een mislukking uitdraaide. In september 1916 werd hij tot hoogleraar benoemd in de vernederlandste Gentse universiteit. Hij werkte ook mee aan de Hogeschooluitbreiding, die een activistisch initiatief was. 
Hij werd lid van de in februari 1917 gestichte Raad van Vlaanderen. In maart 1918 werd hij gevolmachtigde voor Post, Telefonie en Telegrafie en in september 1918 tot zaakgelastigde bij de Raad van Vlaanderen voor dezelfde activiteiten. Dat jaar trok hij, samen met vier andere professoren, door Duitsland om er in intellectuele kringen informatie te gaan geven over de 'Vlaamse Zaak'.
In november 1918 vluchtte hij naar Nederland. Hij werd bij verstek veroordeeld tot levenslange hechtenis. Vanaf 1919 werkte hij als ingenieur in Nederlands-Indië en bracht er de eerste draadloze telefoonlijn aan tussen Java en Europa. In 1920 trouwde hij in Düsseldorf met Mathilde Schüller en het paar vertrok naar Nederlands-Indië waar hij hoofd werd van het telefoonkantoor in Djakarta-Weltevreden. In 1925 promoveerde hij naar het kantoor in Bandung. In 1927 bracht hij enkele maanden verlof door in Europa en opnieuw in 1934, toen hij dankzij de 'uitdovingswet' opnieuw Belgische bodem mocht betreden. In 1938 werd hij tot hoofdingenieur bevorderd en kreeg de leiding van de Technische Diensten en de Telefoonexploitatie in Nederlands-Indië. 
Bij het begin van de Tweede Wereldoorlog, verdacht vanwege zijn Duitse echtgenote en zijn vriendschap met Duitsers op Java, werd hij door de Nederlandse overheid geïnterneerd op het eiland Onrust. Toen de Japanners de kolonie overmeesterden, werd hij in 1941, zoals de andere geïnterneerden, naar Brits-Indië gevoerd. Na de oorlog kon hij naar Europa terugkeren en in 1947 ook zijn vrouw en jongste zoon terugvinden. Voorlopig koos het gezin een verblijf in Blankenberge. In 1949 was zijn toestand bij de Nederlandse overheid uitgeklaard en kon hij voortaan van een pensioen genieten. Hij ging daarop weer in Den Haag wonen en overleed er in 1976 op negenentachtigjarige leeftijd.